# Charles Bowman
Pour les articles homonymes, voir Bowman.
Charles Bowman, né en 1961 à Essex (Royaume-Uni), est le 690e lord-maire de Londres,,.
En tant que Lord Mayor, Bowman a lancé le programme Business of Trust de la Corporation de la Cité de Londres. Ce programme vise à créer « une tradition de meilleure gestion d'entreprise, digne de la confiance de la société »,,.